# بهلول بن مرزوق
أبو الحجاج بهلول بن مرزوق (توفي في 802) وهو من البشكنج المسلمين. ثار عام 798 في سرقسطة ضد الحكم العربي في الأندلس، وفي عام 800 غزا وشقة التي يحكمها بنو سلمة. وساند الثورة الشعبية، خصوصا بعد مساندة ابن المغلس العلنية. أرسل الحكم بن هشام القائد المولدي عمروس بن يوسف من أهل وشقة لقمع هذه الثورة واستعاد سرقسطة ووشقة تقريبا في عام 801. فر بهلول إلى بليارش.